# Siphonotus intermedius
Siphonotus intermedius är en mångfotingart som beskrevs av Filippo Silvestri 1895. Siphonotus intermedius ingår i släktet Siphonotus och familjen koppardubbelfotingar. Inga underarter finns listade i Catalogue of Life.